# IEEE 802.15.4
IEEE 802.15.4 és una norma que especifica la capa física i la capa d'enllaç de dades del model OSI per a xarxes d'àrea personal sense cables (xarxa sense fil) i baixa velocitat de transmissió. És mantingut pel grup de treball IEEE 802.15 i el va definir l'any 2003.
DIversos protocols de comunicacions utilitzen la norma IEEE 802.15.4 : ZigBee, Thread, WirelessHART, MiWi, SimpliciTI, ISA100.11a.

## Introducció
Característiques principals de la norma IEEE 802.15.4 :
1. Orientat a dispositius de baix cost, curt abast (100m en camp obert) i baix consum d'energia (ideal per a dispositius a bateria).
2. Baixa potència d'emissió segons normativa del Institut Europeu de Normes de Telecomunicació ETSI 300 220.
3. Utilitza una banda sense llicència ISM.

Fig.1 Xarxa amb topologia en malla

4. Fig.1 Xarxa amb topologia en mallaEmpra una topologia de Xarxa en Malla per a aconseguir un abast més llarg (veure Fig.1)
5. És un protocol totalment obert, programari lliure.
6. Velocitat de transmissió fins a 250 Kb/s.
7. Possibles bandes ISM de treball (868/915/2450 MHz)

## Arquitectura
Defineix la capa física i la capa d'enllaç de dades del model OSI com es pot veure a la Fig.1

### Capa física
La capa física (PHY) és on es realitza el servei de transmissió de dades amb les propietats :
- Bandes de freqüència ISM :
  - 868.0–868.6 MHz: Europa, només 1 canal de comunicació (2003, 2006, 2011)
  - 902–928 MHz: Amèrica del Nord, fins a 10 canals (2003), expandit a 30 canals (2006)
  - 2400–2483.5 MHz: tot el món, fins a 16 canals (2003, 2006)
- Velocitat de transmissió de 20 KHZ/40 KHz a les bandes 868/915 MHz i de 250 Kb/s a la banda de 2,4 GHz.
- Modulacions definides : O-QPSK, BPSK, ASK, CSS, UWB i GFSK.

### Capa d'enllaç
La capa d'enllaç (MAC) és on es defineixen les trames i la topologia de xarxa :
- Topologies de xarxa :
  - Xarxa en estrella (Fig.2)
  - Xarxa punt a punt o peer-to-peer.(Fig.3)
  - Xarxes combicació de les dues anteriors.(Fig.4)
- Estructura de la trama, n'hi ha 4 tipus : (Fig.5)
  - Trama de dades.
  - Trama de beacon.
  - Trama de reconeixement.
  - Trama de comanda.

## Versions
- IEEE 802.15.4a : (formalment anomenada IEEE 802.15.4a-2007) va ser un afegit a IEEE 802.15.4-2006 especificant capes físiques addicionals. Va ser fusionada a la versió IEEE 802.15.4-2011.[4]
- IEEE 802.15.4e : (formalment anomenada IEEE 802.15.4e-2012) va ser un afegit a IEEE 802.15.4-2006 especificant suport al sector industrial i compatibilitat amb la WPAN xinesa.[5]

## Circuits integrats per a implementar IEEE 802.15.4
- IC de Texas Instruments: CC2520, CC2630, CC2531, CC2533, CC2538
- IC de NXP: JN5161, JN5164, JN5168, JN5169, JN5174, JN5174,JN5178, JN5179 Arxivat 2017-01-16 a Wayback Machine.
- IC de Microchip: MRF24J40, MRF24XA Arxivat 2017-01-18 a Wayback Machine., ATSAMR21E16A, ATSAMR21E17A, ATSAMR21E17A, ATmega128RFR2, ATmega644RFR2, ATmega64RFR2, ATmega128RFA1
- IC de Silicon labs: EFR32MG, EM358x, EM359x, EM35x, EM34x
- IC de qorvo: RF6525, RF6535, RF 6545, RF6555, RF6575, RFFM6204, RFFM6205
- IC de Lapis secimonductor: ML7246, ML7266, ML7275 Arxivat 2017-01-16 a Wayback Machine.

Comparativa de paràmetres:
NA: No Aplica
| IC                                           | Transceptor CPU+Transceptor | Protocols                          | CPU           | Flaix (màx) | RAM  | E2PROM | OTA | Freqüència Cristall MHz | Seguretat                                                            | Perifèrics                    | E/S   | Tempo- ritzadors | ADC | Consum Rx | Consum Tx | Sensibilitat Rx | Encapsulat | Consulta |
| -------------------------------------------- | --------------------------- | ---------------------------------- | ------------- | ----------- | ---- | ------ | --- | ----------------------- | -------------------------------------------------------------------- | ----------------------------- | ----- | ---------------- | --- | --------- | --------- | --------------- | ---------- | -------- |
| CC2520                                       | Transceptor                 | ZigBee 6LowPAN                     | NA            | NA          | NA   | NA     | NA  | 32                      | NA                                                                   | NA                            | NA    | NA               | NA  | 18,5mA    | 5 dBm     | -98 dBm         | VQFN       | 2017     |
| CC2630                                       | CPU+Transceptor             | ZigBee                             | ARM Cortex-M3 | 128KB       | 30K  | -      | Sí  | 48                      | 128-bit AES                                                          | I2C I2S UART DMA RTC          | 10-31 | 12               | 8   | 5,9mA     | 5 dBm     | -100 dBm        | VQFN       | 2017     |
| CC2630                                       | CPU+Transceptor             | ZigBee 6LowPAN                     | 8051          | 256KB       | 8K   | -      | Sí  | 48                      | 128-bit AES                                                          | USB DMA USART SPI             | 21    | 2                | 8   | 20,5mA    | 4,5 dBm   | -98 dBm         | QFN40      | 2017     |
| CC2531                                       | CPU+Transceptor             | ZigBee 6LowPAN                     | 8051          | 256KB       | 8K   | -      | No  | 24                      | 128-bit AES                                                          | USB DMA USART SPI             | 19    | 2                | 8   | 20mA      | 4,5 dBm   | -98 dBm         | QFN40      | 2017     |
| CC2533                                       | CPU+Transceptor             | ZigBee                             | 8051          | 96KB        | 6K   | -      | Sí  | 48                      | 128-bit AES                                                          | USB DMA USART SPI             | 23    | 2                | 8   | 20mA      | 4,5 dBm   | -98 dBm         | QFN40      | 2017     |
| CC2538                                       | CPU+Transceptor             | ZigBee                             | ARM Cortex-M3 | 512KB       | 32KB | -      | Sí  | 24                      | AES128/ 256 SHA2 ECC 128/ 256 RSA                                    | USB DMA USART SPI SSI I2C     | 32    | 12               | 8   | 20mA      | 7 dBm     | -97 dBm         | QFN        | 2017     |
| JN5179 Arxivat 2017-01-16 a Wayback Machine. | CPU+Transceptor             | ZigBee 6LowPAN                     | ARM Cortex-M3 | 512KB       | 32KB | 4KB    | Sí  | 32                      | 128-bit AES                                                          | PWM UART SPI I2C              | 18    | 6                | 6   | 12,5mA    | 10 dBm    | -96 dBm         | HVQFN40    | 2017     |
| ATmega2564RFR2                               | CPU+Transceptor             | ZigBee                             | RISC          | 256KB       | 32KB | 8KB    | Sí  | 16                      | AES                                                                  | PWM RTC USART SPI             | 35    | 6                | 7   | 10,1mA    | 3,5dBm    | -100 dBm        | 48 QFN     | 2017     |
| EFR32MG                                      | CPU+Transceptor             | ZigBee 6LowPAN Thread Bluetooth LE | ARM Cortex-M4 | 256KB       | 32KB | -      | Sí  | 40                      | AES256/128 Hardware Crypto Accelerator with ECC, SHA-1, SHA-2        | UART SPI IrDA I2S RTC DMA I2C | 31    | 7                | 1   | 9,8mA     | 19,5 dBm  | -94 dBm         | 48 QFN     | 2017     |
| EM358x                                       | CPU+Transceptor             | ZigBee Thread                      | ARM Cortex-M3 | 512KB       | 32KB | -      | Sí  | 12                      | AES 128 hardware encryption engine with true random number generator | UART SPI USB DMA TWI          | 32    | 2                | 1   | 27mA      | 8 dBm     | -100 dBm        | 48 QFN     | 2017     |